# 說謊的男孩與壞掉的女孩
《說謊的男孩與壞掉的女孩》（日语：嘘つきみーくんと壊れたまーちゃん）是日本作家入間人間撰寫的輕小說，由左負責繪製插圖，電擊文庫（ASCII Media Works）出版，繁體中文版代理為台灣角川書店。該小說在第13回電擊小說大賞的最終選考會引起廣泛爭議，雖然未能得獎，但在大幅修稿後發行。在「這本輕小說真厲害！ 2010」（寶島社）得到第7名。2011年1月22日真人電影上映。2011年4月系列总发行量已突破135万。2023年3月23日，本作在MediaWorks文库推出了部分重写后的「完全版」第一卷。

## 登場人物

### 主要人物
「我」（僕）／阿道（みーくん，代理）
本作主角，喜歡說謊，口頭禪是「騙你的」。原因是小時看着父親展示於外人的道貌岸然時，會在心中暗暗地為父親語末補上此話以作諷刺，久而久之便染上這個習慣，說話時也會隨意說些無意義的謊言。
本名天野愛（在外傳『i』表明），現在使用的姓是枝瀨。對自己的名字有極為嚴重的過敏症狀。（對「あい」這個音節感到反感，在小說中都以「×」來表示）
八年前誘拐事件的受害者，綁架犯的兒子，雖然表面不像麻由一樣明顯，但此事件對心理傷害非常深，對名字過敏是結果之一。之後與叔父家一起生活，和麻由相遇後同居。
第一集的時刻是二年級。因為誘拐事件在小學留級，所以比同學年長一歲。經常被選為美化委員。
相當受作品中登場的女性歡迎。還挺適合穿女裝的（第五集的浴衣），第八卷中由花咲太郎評價為“是个像在說「不必分把一個人用細胞分裂增加數量也能擁有四,五個女朋友」的中性面孔美少年”。
非常關心小麻，原因不詳。
真正的「阿道」是菅原道真，現在的阿道（也就是主角）只是「代理」的。小麻所認識的阿道是以前的菅原道真，但在綁架事件期間，「我」的父親強迫菅原虐待小麻，菅原為求自保而服從，無法接受被朋友傷害的小麻心靈受創而無法將"阿道"與"菅原道真"聯繫在一起，而是認為稱呼自己"小麻"的人就是阿道。
自稱本人不擅長打架，與同為綁架事件的受害者小麻和菅原相比似乎也是這樣。
御園麻由（みその マユ）／小麻（まーちゃん）
本作女主角。
8年前誘拐事件的受害者之一，被綁架犯強迫殺了自己的雙親，之後發狂殺死主角的父親和後母。此事件嚴重地破壞了她的精神，精神年齡也一直留在小學時代。但本人則完全沒有對這些事件的記憶。
精神上的問題也對身體造成很明顯的影嚮，如她的平衡感相當弱，完全無法踩單車，肌肉的出力也完全失去限制，常常出現用力過度的情況，對身邊的人(基本上都是「我」)造成傷害，此外似乎也喪失了痛覺。唯獨是戰鬥和使用刀具的能力非常出色，家務也處理得相當好。
雖然如此，這些問題在對外時因本人無社交無表情而被很好地掩飾起來，外人不容易看出，唯獨是聽到「小麻」的稱呼以及和「阿道」相處時會回到本來的精神年齡。
認為除了「阿道」以外其他人全是騙子，不可信任。很討厭被「阿道」以外的男性觸碰，會把被接觸到的地方清潔到對身體造成損害的地步。
雖然如此，她並不真正具備辨認出「阿道」的能力，會把所有以「小麻」稱呼她的人當作「阿道」，即使對方是女性亦然，現在則基本上把「我」當成「阿道」。如果嘗試回想過去的阿道時則會出現精神崩潰的情況，需要倚賴外物去銜接記憶。
在故事末展現出辨識現在的「阿道」(「我」)和過去的「阿道」(菅原)的能力，並且在兩人間作出了選擇，作為結果把菅原殺死。
也和「阿道」同樣，比周圍的學生年長一歲。
常在上課中睡覺，有著對周圍的同學使用敬語以躲開別人的傾向。
眼中只有阿道，也只對「阿道」打開心房，只在「阿道」的面前有著孩子氣的舉動。忌妒心非常嚴重，不准「阿道」接近自己以外的異性。
會自動把叫她「小麻」的人當作阿道。
家中富有，所以不愁生活費和住院費，小學四年級便開始獨立生活，雖然祖父母仍然在世但因恐惧而回避她。

### 學校
菅原 道真（すがわら みちざね）
8年前誘拐事件的受害者之一。
小學期間和小麻很要好，綁架案後就失去了這些記憶。
學生會會長。剣道部的部長。表面上是個正直陽光又受歡迎的好青年，私底下有著病態的興趣。
於最後一集死亡。
金子（かねこ）
似乎是主角少數的朋友，隸屬劍道部。
本作難得的正常人。
長瀨 透（ながせ とおる）
主角的前女友。
和主角一樣討厭自己的名字，提議和主角交換名字，一直稱呼主角為「透」。但主角只會用「長瀨」來稱呼她。
笨手笨腳，不擅長削蘋果。字也醜到像是外星人的字。
在第八集最後主角由新聞得知其死訊，第九集內詳細敘述神秘人物如何將她殺死。
宗田 義人（そうだ よしひと）
美化委員會會長。
於第三集死亡。
一宮 河名（いちみや かわな）
美化委員會副會長，和宗田是戀人關係。枇杷島的好友。
宗田死掉後發狂，一直找尋犯人想為宗田報仇。
於第三集死亡。
枇杷島 八事（びわしま やごと）
和主角一樣是美化委員長。屬於劍道部。
伏見 柚柚（ふしみ ゆゆ）
巨乳，學生會書記，業餘廣播社社長。
討厭自己的聲音。常用隨身攜帶的筆記來表達自己的話。
作者在後記曾提及，之所以是巨乳是因為編輯的要求。
稻澤 泰之（いなざわ やすゆき）
少數會主動和麻由接觸的男生，完全不掩飾自己喜歡著她。
根據主角的形容，似乎是個有著爽朗外貌的帥哥。
話劇社成員。
海老原 香奈恵（えびはら かなえ）
與主角同年級的學生。
女子劍道社社長。
於第六集死亡。
杉田（すぎた）
第六集中事件的幫凶之一，妄想非日常的生活因而與住家附近的大叔籌劃出事件。
話劇社成員。

### 小學生
池田 浩太（いけだ こうた）
第一集被小麻綁架。
池田家長男。
個性有點懦弱，很重視妹妹。
和妹妹兩人被父母長期施暴，所以不是很在意被綁架的事實。
池田 杏子（いけだ あんず）
第一集被小麻綁架。
池田家長女，浩太的妹妹，電影版則改為姐姐。
個性強勢。
對主角有好感。
長瀨 一樹（ながせ いつき）
長瀨透的妹妹。
對主角有好感。

### 大江一家
大江 耕造（おおえ こうぞう）
大江家父親。個性差勁，容易被激怒。
於第五集死亡。
大江 景子（おおえ けいこ）
大江家母親。對獵奇或綁架事件有著莫名的愛好
於第四集死亡。
第四、五集大江家族殺人事件的始作俑者。
大江 貴弘（おおえ たかひろ）
大江家長男。被大江夫婦「教育」成對父母命令唯命是從的傀儡。
第四集中被大江景子當作引發事件的開關。
於第五集死亡。
大江 湯女（おおえ ゆな）
大江家長女，本名佐内利香。
與主角的個性和外貌皆十分相似，主角稱之為「女版的自己」。
毒舌、貧乳、伶牙俐齒、如同個性與主角相似、推理能力也與主角不相上下。
衣服只有浴衣，最常見的穿著是紫色浴衣。
實際身分為六年前被大江夫婦綁架的少女（模擬天野家中的次子，也就是主角本身）。
小時候因為家暴，導致個性和主角一樣扭曲。
教育層度只到小學二年級。
逃出大江家後和妹妹茜相依為命。
大江 茜（おおえ あかね）
大江家次女。因為智能障礙，說話時使用相反的形容詞。
目前和湯女在公寓同居。
喜歡打電動。
個性天真、無憂無慮
大江 桃花（おおえ とうか）
大江家三女，卻是坂菜種與坂潔的親生女兒。
個性強勢，說話毫不留情。
於第五集死亡。
坂 潔（ばん きよし）
大江家傭人，與菜種是夫妻。
於第五集死亡。
坂 菜種（ばん なたね）
大江家傭人。
價值觀和一般人有所迥異，認為若是碰到生死交關時親人應該優先犧牲，陌生人最後。
對掌管大江家烹飪非常自豪，甚至到莫名執著的地步。

### 其他
上社 奈月（かみやしろ なつき）
刑警，留有一頭驚人的白金色短髮，是個大胃王。
實際在八年前的綁架事件便認識主角(當時便是她救出身處地下室的主角與麻由及菅原道真等人)。
與坂下戀日是學生時代就認識的好友。
坂下 戀日（さかした こいび）
精神科醫生，麻由和主角的主治醫生。
個性溫柔風趣，可說是本作最了解主角的人。
全家人世世代代都是醫生，選擇當精神科醫生是因為家中還沒人做過。
目前辭職待業在家。（簡單來說就是尼特族）
喜歡動漫畫和電玩。
度會先生（わたらいさん）
第二集中與主角同病房的老先生。
長賴透、長賴一樹姐妹倆的爺爺。
名和 三秋（なわ みつあき）
第二集中與主角同醫院的患者。
於第二集死亡。
護士小姐
第二集中與主角同醫院的護士。
本名不詳，和名和三秋是好朋友。
內褲顏色是鐵鏽紅，被主角當作暱稱來稱呼。
天野 愛音
主角同父異母的妹妹。有社交障礙，目前和外公外婆住。
喜歡捕殺小動物後吃掉。將主角當作奴隸一樣使喚，稱他為「工蟻」。
個性好強又不服輸。雖然表現很討厭主角，實際上卻相當依賴他。
濱名遠江
主角國小四年級的同學。
主角稱呼她為Tooe（遠江的羅馬拼音）。
特徵是白皙的皮膚與長度過腰的柔軟長髮。
轉學到「有海的城鎮」。
一般認為與作者另一作品「電波女&青春男」中登場的大井遠江為同一人。
花咲太郎（はなさき たろう）
作者另一部作品《偵探花咲太郎》的主角。
蘿莉控偵探，專長為調查外遇、尋找動物，不受理15歲以上女生的委託。
Touki（トウキ）
作者另一部作品《偵探花咲太郎》的女主角。
太郎的助手，討厭蘿莉控的少女。
有著盯著人看就能得知該人本性的能力。

## 出版書籍

### 小說
| 卷數        | 日文標題 | 中文標題         | ASCII Media Works | ASCII Media Works      | 台灣角川       | 台灣角川               |
| 卷數        | 日文標題 | 中文標題         | 發售日期          | ISBN                   | 發售日期       | ISBN                   |
| ----------- | -------- | ---------------- | ----------------- | ---------------------- | -------------- | ---------------------- |
| 1           |          | 幸福的背景是不幸 | 2007年6月10日     | ISBN 978-4-8402-3879-3 | 2008年9月27日  | ISBN 978-986-174-832-0 |
| 2           |          | 善意的指針是惡意 | 2007年9月10日     | ISBN 978-4-8402-3972-1 | 2008年11月29日 | ISBN 978-986-174-887-0 |
| 3           |          | 死的基礎是生     | 2007年12月10日    | ISBN 978-4-8402-4125-0 | 2009年4月28日  | ISBN 978-986-237-046-9 |
| 4           |          | 羈絆的支柱是慾望 | 2008年4月10日     | ISBN 978-4-04-867012-8 | 2009年8月15日  | ISBN 978-986-237-227-2 |
| 5           |          | 慾望的主軸是羈絆 | 2008年5月10日     | ISBN 978-4-04-867059-3 | 2009年12月31日 | ISBN 978-986-237-408-5 |
| 6           |          | 謊言的價值是真相 | 2008年9月10日     | ISBN 978-4-04-867212-2 | 2010年5月14日  | ISBN 978-986-237-609-6 |
| 7           |          | 死後的影響是生前 | 2009年4月10日     | ISBN 978-4-04-867759-2 | 2010年9月7日   | ISBN 978-986-237-788-8 |
| i（短篇集） |          | 記憶的形成是作為 | 2009年6月10日     | ISBN 978-4-04-867844-5 | 2011年3月16日  | ISBN 978-986-237-955-4 |
| 8           |          | 日常的價值是非凡 | 2009年9月10日     | ISBN 978-4-04-868008-0 | 2012年3月30日  | ISBN 978-986-287-206-2 |
| 9           |          | 起始的未來是終焉 | 2010年1月10日     | ISBN 978-4-04-868272-5 | 2012年5月19日  | ISBN 978-986-287-493-6 |
| 10          |          | 結束的結束是開始 | 2011年1月6日      | ISBN 978-4-04-870230-0 | 2012年10月25日 | ISBN 978-986-287-972-6 |
| 11          |          | ××的彼方是愛情   | 2017年6月9日      | ISBN 978-4-04-892948-6 | 2018年12月13日 | ISBN 978-957-564-621-9 |

### 漫畫
說謊的男孩與壞掉的女孩 深藏的謊言（嘘つきみーくんと壊れたまーちゃん とっておきの嘘）
原作：入間人間 / 漫畫：佐藤敦紀 / 角色原案：左。劇情改編自小說第1卷。
| 卷數 | 角川書店      | 角川書店               | 台灣角川      | 台灣角川               |
| 卷數 | 發售日期      | ISBN                   | 發售日期      | ISBN                   |
| ---- | ------------- | ---------------------- | ------------- | ---------------------- |
| 全   | 2011年1月10日 | ISBN 978-4-04-715614-2 | 2012年6月22日 | ISBN 978-986-287-786-9 |